# Astragalus carminis
Astragalus carminis är en ärtväxtart som beskrevs av Rupert Charles Barneby. Astragalus carminis ingår i släktet vedlar, och familjen ärtväxter. Inga underarter finns listade i Catalogue of Life.